# Igea Lissoni
Igea Lissoni (Milán, 28 de diciembre de 1930-Nápoles, 27 de septiembre de 1958) fue una bailarina italiana, después de La Segunda Guerra Mundial. Conocida por ser la "esposa" del mafioso Lucky Luciano.

## Biografía
Nació en Milán, Italia, el 28 de diciembre de 1930. Creció, junto a su hermana Daria, en el seno de una familia burguesa, siendo su padre Giovanni Lissoni y su madre Ida Poggi.
Desde temprano mostró gusto por la danza, y su familia la alentó, inscribiéndola en la escuela de ballet La Scala Opera Company.

### Carrera
A pesar de que bailó ballet en la compañía, se le hizo evidente su falta de talento para convertirse en bailarina por lo que optó por ser una artista: una artista de variedades. Después de la guerra, se convirtió en una artista destacada de los mejores clubes nocturnos de Italia. 

### Lucky Luciano
"Puse mis ojos por primera vez en Igea Lissoni antes de las vacaciones de Navidad en 1947. Hubo muchos días de mi vida que fueron especialmente importantes y se quedaron conmigo claros como el cristal. Pero ese fue el más importante".
Lucky Luciano

A finales de 1947, Igea conoció al líder mafioso italoestadounidense Lucky Luciano el cual vivía en el exilio, en un club de Roma en donde trabajaba ella.

"Ella estaba bailando en un club en Roma. Fue como si hubiera pasado algo instantáneo. Conocí al tipo que dirigía el club y le dije que quería conocer a la dama que estaba bailando. Después del espectáculo, la trajo a mi mesa. Me llamó Signor Lucania, pero ella debió reconocerme por mis fotos en los periódicos y se congeló. Sin decir una palabra, se levantó y se fue. Nunca antes había tenido problemas para conocer a las mujeres; de hecho, parecía que todas querían conocerme, así que no tenía ni idea de que iba a tener problemas con ella".
Lucky Luciano

Luciano se mostró algo tímido, y trató de conquistarla sin resultados, en un principio:

"Sucede que conocí a una chica llamada Loretta Masiero, que era una gran estrella de la canción en aquellos días y estaba casada con un tipo llamado Johnny Dorelli, que era como el Bing Crosby de Italia. Loretta conocía muy bien a Igea, así que intenté que me arreglara las cosas. Un par de noches más tarde, trajo a Igea a la mesa donde estábamos todos y aunque hablaba un poco, seguía dándome la espalda. Igea era una chica de buena familia y la idea de que la vieran con un gángster como yo iba en contra de todo lo que le habían enseñado. Y supongo que lo más importante, ella era de Milán y yo era siciliano. En lo que respecta a los italianos, eso significaba que ella estaba en la cima del rascacielos y yo en el sótano."
Lucky Luciano

"Toda mi vida hasta entonces, nunca necesité nadie. Siempre era fácil llegar y marcharse, y siempre había otra mujer, otra noche. Después de unas semanas de que Igea se hiciera la difícil, algo que nunca me había pasado antes, descubrí que pensaba en ella todo el tiempo. Ninguna de las otras chicas significaba algo para mí. Al principio, pensé que sólo estaba jugando un lindo juego, pero cuando siguió, me di cuenta de que no estaba bromeando. Ahora, no pretendo saber lo que es el amor. Pero cuando empecé a pensar en ella todo el día, en estar con ella y en hacer pequeñas cosas con ella, una cosa de la que me aseguré - Igea Lissoni no era de una noche."
Lucky Luciano

Pero a comienzos 1948 tuvo éxito e Igea fue a vivir con él, en el Excelsior Hotel. Ella terminó por solicitarle el cambio de lugar, y terminaron eligiendo un apartamento en el Parioli, Roma.

"Fue una gran oportunidad para nosotros", dijo Luciano. [...]Ese apartamento tenía hermosos muebles americanos, un nuevo refrigerador Westinghouse con un congelador, una estufa eléctrica con un horno, e incluso conseguimos una de esas pequeñas parrillas infrarrojas que acababa de salir en el PX. Con mis conexiones, no tuvimos problemas para conseguir cosas en el PX y el economato americano tenía mucha buena comida, casi todo lo que queríamos. Afuera, Roma era un desastre, donde la gente no tenía nada. Dentro de ese apartamento, para mí fue la época más feliz de mi vida."
Lucky Luciano

Igea recorrió Italia junto con Lucania. Él la llevó a todos sus lugares favoritos, desde el Quisiana Hotel  en Capri; el Sicilian resort de Taormina, hasta al hotel [que se semejaba a un castillo] Villa Igea en Palermo, que se convirtió en su predilecto. También viajaron a su ciudad natal, pues tenía que decirle a sus padres sobre su relación con el gánster antes de que se enteraran por otros medios. Esta relación indignó a los padres de Igea, en un principio.
A mediados de 1949 Luciano fue a la prisión Regina Coeli en Roma, por nueve días por complicidad en el contrabando de narcóticos. Ella además de acampar fuera, visitó funcionarios públicos pidiendo su liberación, la cual sucedió por falta de pruebas, después de ser nuevamente acusado por causar un incendio para escapar de la prisión.

"Cuando Luciano fue liberado de la cárcel, para saludar a la esperada Igea y a una multitud de reporteros y fotógrafos (esa tarde, los periódicos italianos estaban llenos de fotos de los dos abrazados)
Richard Hammer & Martin Gosch

El Ministerio del Interior de Italia, La Guardia di Finanza, y autoridades estadounidenses, lo declararon peligro para el estado, y lo obligaron volver a su ciudad natal Lercara Friddi, en donde sería vigilado, y vivir en toque de queda. Igea lo acompañó. Se hospedaron en el mismo hotel que él había estado en 1947, cuando él había llegado a Italia Pero terminaron llendose a Palermo, Villa Igea, convirtiéndose en su casa lo que faltaba de 1949, y 1950. 

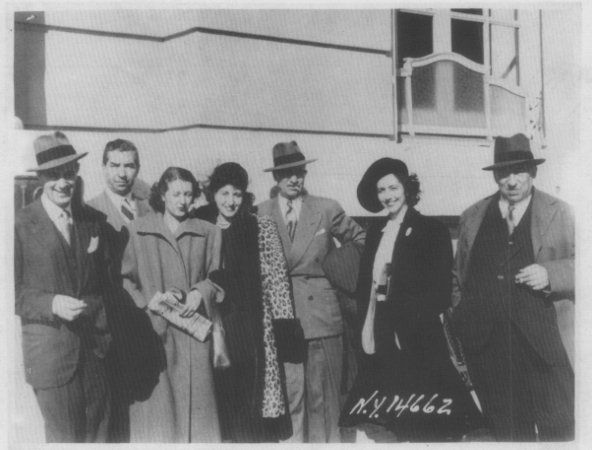
Frente a la entrada del hotel Excelsior en Nápoles (1949). (De izquierda a derecha)
Certo Sorci; Salvatore Lucania; Igea Lissoni; Signora Scalici; Francesco Scalici; Signora Di Bella; Di Bella.

En 1951 hicieron viajes a Milán, para visitar a sus padres, los Lissonis, y sus amigos. También hicieron viajes a París, en donde ella iba a ver el ballet, mientras Lucky Luciano iba al cine o a la pista de carreras (the racetrack) porque esa actividad no era de su agrado. Luciano dijo al respecto, después: "Se enojaba mucho conmigo cuando le decía que haría cualquier cosa por ella, excepto ver a un montón de hadas saltar en mallas con sus bolas mostrándose.".
Igea le insistió a Salvatore Lucanía que dejara atrás su pasado con los negocios ilegales, y que hiciera camino en lo legal, por lo que compró una granja en Santa Marinella, y la puso en funcionamiento con la ayuda de unos de sus primos mientras se hacía cabida en un negocio legal. Se había convertido en una promesa para Luciano, pero implicaba dejar todo para él: 

"Pero le expliqué que tenía que ser tan cuidadoso con las cosas como lo era cuando estaba en ellas. Si se hiciera público que decidí ser la cabeza de nada, entonces todos en Italia creerían que Igea me convenció de no hacer líos. En Italia, una cosa así puede arruinar a un hombre, porque en este país un hombre tiene que ser el jefe de la casa. Un tipo que es llevado por la nariz por cualquier mujer tiene una rápida reputación de ser un castrato. Así que Igea estuvo de acuerdo conmigo en que tenía que mantenerme al frente; tenía que seguir siendo el gran gángster, Charlie Lucky, lo fuera o no."
Lucky Luciano

Pero una promesa era una promesa, y pensaba cumplirla, por lo menos, dentro de Italia, y puso un negocio, en Nápoles, de electrodomésticos muy novedosos en Italia, pero comunes en Estados Unidos. Pero después de unos años cerró. Los electrodomésticos habían empezado a ser comunes también, en Italia.
Nuevas oportunidades llegaron, como la ayuda que le prometieron al Padre Scarpato, para organizar, y recaudar fondos para construir la Clínica de Nuestra Señora de Lourdes, en Vesubio. Luciano posteriormente recordó cuando Igea se había burlado de él, por no poder lograrlo:

"Me decía: 'Quizá durante los próximos tres o cuatro días te perdone tu promesa. Ve y haz una protección para unos pocos millonarios grandes. Puedes jugar la parte de Robin Hood y tal vez algún día hablarán de cómo recaudaste el dinero para la clínica para los pobres dando protección a los ricos.' "
Lucky Luciano

En 1952, Lucanía, por deseo de Igea, decidió tener un hogar permanente, y alquilaron un apartamento en Via Tasso. Contrataron a un ama de llaves. Y compraron dos perros de raza, el cual a uno nombraron Bambi. También inició otro negocio legal, muy parecido al anterior, poniendo su tienda en el Hotel Royal, que comercializaba equipos médico, como máquinas de rayos X.
A Luciano en 1955, la Comisión de advertencia de Nápoles lo declaró "socialmente peligroso". Se le prohibió salir de su casa al amanecer, y al atardecer; frecuentar clubes nocturnos y el hipódromo; viajar más de dieciséis millas fuera de Nápoles. A pesar de esto se le permitió ir de vacaciones a la Playa de Ostia, y a su granja, viajes que hizo junto a Igea. Dijo: "Se puso tan mala para mí esa semana que si no hubiera tenido a Igea conmigo, creo que habría hecho algo realmente drástico"..  En éstos toques de queda, por influencia de Igea Lissoni, leyó libros que nunca había leído, como los de Shakespeare.
A finales de 1956 , en noviembre la policía de Nápoles quitó algunas restricciones. Y como deportado, le envió una apelación formal solicitando la readmisión a los Estados Unidos, al presidente Eisenhower, la cual no fue concedida. A lo que él dijo posteriormente:  "Lo gracioso, sin embargo, fue que cuando me rechazaron, Igea estaba muy feliz. Ella nunca deseó ir a los Estados Unidos conmigo. Sentía que yo volvería a los negocios y que los grandes problemas volverían a surgir. Esto provocó que Igea hablara de comprar una casa, o algún departamento. Y así fue: una Penthouse, con vista sobre la bahía hasta Vesubio, llenando con flores la terraza a manos de jardineros. El escritor del libro "The Last Testament of Lucky Luciano", Richard Hammer & Martin Gosch, escribió: "[...]empleando a las hermanas de un convento cercano para bordar las sábanas con la inicial "L" - y luego burlándose de Luciano que si alguna vez se separaban, debía prometerle que le dejaría llevar las sábanas con ella ya que ambas tenían la misma inicial"..
Por esa razón, el negocio de suministros médicos fracasó: porque pasaba más tiempo "con Don Cheech en el Monte Vesubio que en la tienda."  , a pesar de que había dejado a su secretaria a cargo del negocio.  Por parte del Padre Scarpato, quién tuvo la idea, emprendió una fábrica de muebles que su objetivo en un inicio era hacer muebles para una escuela católica y la clínica que estaban haciendo. Aunque parecía caer, a finales de 1956 pareció prosperar, pero terminó siendo un fracaso. 
Salvatore Lucanía e Igea solían cenar a menudo en restaurantes de Nápoles, tales como el Transatlántico, el Giacomino y el Zi Teresa, y pasaban los fines de semana en Capri . También solían hacer otras actividades, como por ejemplo, iban a spas de salud.
Nada era cómo si estuviera en Nueva York para Charles Luciano: "Sólo lamentaba que todo esto no se llevara a cabo en Nueva York, donde podía llegar a casa todas las noches en el metro con el World-Telegram y hacer que Igea se encontrara conmigo en la puerta, me besara como una esposa normal y lo primero que le preguntaría sería, '¿Qué estás preparando para la cena?' "  
Con problemas con Vito Genovese, a Igea nunca se le informó del atentado contra Luciano, porque quería protegerla de eso, agregando que tenía una preocupación por él, ya que su atención se había dirigido hacia otra parte. Lucanía solía dejar de lado a Igea en esos tiempos: "Una noche, a finales de junio, Igea no se sentía muy bien y salí a cenar al Zi Teresa con John Raimundo."
A pesar de todo, su relación fue caótica y tumultuosa, pero Luciano adoraba a Igea. Él la describió como el amor de su vida. Pese a eso nunca se casaron, por diversos motivos, pero vivieron juntos como si lo estuvieran. Algunos sostienen que la pareja se casó en 1949, y otros afirman que sólo intercambiaron anillos. Igualmente, seguía saliendo con otras mujeres y era abusivo con ella, incluso Igea salía a buscarlo y hacia un escándalo, llegando a amenazarlo con matarlo con una pistola que guardaba en su apartamento. A pesar de todo, el mismo Luciano posteriormente, dijo querer casarse con ella:

"Quería casarme con ella. Era la única chica a la que he amado en toda mi vida; de hecho, ella era toda mi vida, y era la única chica con la que quería casarme. Pero como resultó, no pudimos casarnos. Ella quería vivir conmigo, como si fuéramos marido y mujer. Incluso llevaba un anillo de bodas de oro. Cuando empezó a vivir conmigo, me preguntaba qué hacía que una buena chica como ella se acostara con un matón como yo. Pasaron meses antes de que tuviera las agallas de preguntarle. Era tan simple que cuando me lo explicó, debí darme cuenta. Me dijo: 'Que eras un gángster americano o que tenías problemas con la policía no tiene nada que ver. Simplemente descubrí lo que toda mujer debe tener, que me amas y me necesitas.' "
 Lucky Luciano 

Igea y Lucky Luciano no tuvieron hijos.

"[...]Esa noche fue la última vez que hablamos de matrimonio. Me preguntó si quería tener hijos y le dije que me gustaría tener diez, pero que no podíamos permitirnos tener ninguno. ¿Qué clase de vida podría ser para un hijo de Lucky Luciano? Sería enviar al niño a una vida de miseria antes de que naciera, y yo no podría hacerlo. Pensé que eso podría destrozarnos, pero Igea entendió lo que quería decir, sin un millón de palabras de explicaciones."
Lucky Luciano 

"Bueno, me estaba enojando cada vez más, no sólo porque sé que me están engañando, sino más aún porque sé que este viejo amigo se va a subir al avión y va a regresar a los Estados Unidos, a Nueva York, a la Copa con todas esas hermosas mujeres a su alrededor, y lo mejor que puedo hacer es regresar a Nápoles y de vez en cuando ir a un club nocturno de mala muerte como el Snake Pit o el  San Francisco, que son tan sucios que tienen que mantener las luces bajas para que los clientes no vean bien y vomiten. Y aquí hay un tipo que tiene una gran mansión en Jersey y es un gran patriota americano que siempre está hablando de cómo su hijo va a ir a West Point, al igual que Meyer hablaba de su hijo, y no pude evitar pensar en cómo vivimos Igea y yo, en cómo no podemos tener hijos porque se supone que yo soy el gran jefe y me vigilan las veinticuatro horas del día, mientras que Joe A. está estrechando la mano de los senadores y congresistas y todos los peces gordos cada noche en la Copa."
Lucky Luciano 

## Enfermedad
A finales de 1957, Luciano recibió una noticia del Doctor Matteoli en su Penthouse mientras Igea había ido de compras previa a la Navidad sobre los exámenes físicos completos, que le había hecho por segunda vez en una semana, diciéndole que Igea debía someterse a una operación exploratoria inmediata
Lissoni tenía fatiga persistente y además de dolor alrededor de bultos pequeños en su seno izquierdo.
El doctor creyó estar seguro de que los tumores no eran malignos, y que sólo debía sacarlo. Pero el problema que se plantearon resolver era decirle a Igea que debía someterse a cirugía.

" Igea había tratado de ser todo para mí, todo tipo de mujeres, durante más de diez años. Estaba tan orgullosa de su cuerpo y se entregó a mí con tal apertura que era como un pegamento para nosotros y nos mantenía unidos más cerca de lo que jamás podría soñar estar con nadie. Sabía que lo primero en lo que pensaría era que operarse podría darle algún tipo de defecto físico y rechazarme. El doctor trató de explicarme que esto es algo que los médicos llaman "trauma preoperatorio". No entendí las malditas palabras, pero entendí la idea, y en el caso de Igea, tenía el doscientos por ciento de razón. Si tan sólo hubiera podido ser yo. Tenía suficientes cicatrices en mí que otra sería como beber una taza de café. El Dr. Matteoli me dijo que pensara en cómo deberíamos hacerlo, pero que no esperara demasiado".
Lucky Luciano

Él había comenzado a verla como antes, sin síntomas, y permaneció así los siguientes meses. Pero Luciano pidió de igual manera, que el doctor Matteoli hiciera algo. Al hacerle otro examen a Igea, dijo que había encontrado una disminución significativa de los bultos, que podían posponer la operación, advirtiendo que debía ser examinanda frecuentemente, ya que no era normal .
A comienzos de 1958, los síntomas volvieron, robándole su buen humor. Entonces, Luciano la llevó del doctor Matteoli:

" [...] ella estaba muy dolorida. Pero no le dijo nada, sólo le dijo: 'Bueno, jovencita, creo que deberíamos llevarte al hospital y quitarte esos pequeños bultos'. Estaba muy contento y dijo que ella no tenía nada de qué preocuparse. Sólo los llamó tumores y ella no debía asustarse".
Lucky Luciano

Después de examinarla el médico dio su diagnóstico: 

"Así que me quedé atrás y tan pronto como Igea salió de la oficina, le dije al doctor: " 'Está bien, dime, ¿qué le pasa?' Él dijo: 'Creo que tiene cáncer'. Se ve mal y lamento que hayamos esperado tanto tiempo.' "
Lucky Luciano

"Casi me enfermo allí mismo en la oficina. Le dije: " '¿Estás seguro? Él dijo, 'No, no puedo estar seguro. Pero tiene demasiados síntomas y tenemos que hacer una operación exploratoria.' " Le dije: 'Pero si tiene cáncer, ¿significa eso que va a morir?' Él dijo: 'No necesariamente. Si lo alcanzamos a tiempo, vivirá una larga vida. Pero si los tumores son de cáncer, tendremos que extirparle el pecho.' " Le dije: 'No me importa lo que tengas que hacer, sólo salva su vida'. "
Lucky Luciano

Inmediatamente, al día siguiente, Igea fue llevada al hospital y se reveló a través de una prueba patológica, un carcinoma. Y le extirparon el seno izquierdo. Su operación fue extensa ya que se había extendido profundamente. 

"No podía soportar que nadie se acercara a mí. Fumé una colilla tras otra y recé. Le prometí a Dios cualquier cosa si sólo la mejoraba. Entonces el Dr. Matteoli salió y me dijo que parecía que la operación había sido un éxito. Le habían quitado el pecho, pero él tenía la esperanza de que le hubieran quitado todo el cáncer. Una cosa era segura. Teníamos los mejores cirujanos que podíamos conseguir en esta parte de Italia."
Lucky Luciano

"Me dejaron entrar en la sala de recuperación y me senté junto a la cama de Igea. Todavía estaba fuera y su cara se veía tan pequeña y pálida que sentí como si me rompiera la mano contra la pared. Mientras la miraba, no pude evitar sentir que tal vez era mi culpa, mi culpa por haberla conocido diez años antes, por haberla atado a mi lado. Cuanto más la miraba, acostada ahí tan indefensa, sabiendo que iba a despertarse y descubrir que lo que le asustaba realmente ocurrió, más me daba cuenta de lo mucho que me preocupaba por ella. Una vez dije que no sabía lo que era el amor, pero en ese momento me di cuenta de que siempre lo supe, que el amor e Igea eran lo mismo para mí. "
Lucky Luciano

"Todo lo que podía hacer era asentir con la cabeza. Mi garganta estaba tan apretada que no podía hablar y cuando me preguntó: 'Tengo cáncer, ¿no es así?', lo dijo como si fuera una sentencia de muerte y luego comenzó a llorar. ¿Qué podía decir? ¿Qué podía hacer? Sólo le dije que los cirujanos dijeron que lo tenían todo y que ella estaría bien. Pero las palabras se me atascaron en la garganta y ella sacudió la cabeza, como si supiera que era una mentira".
Lucky Luciano

Después de unas semanas regreso a la Penthouse, deprimida por la extirpación. Luciano intentó levantarle el ánimo con éxito.  Esta noticia había llegado a los medios, y personas de Italia le enviaron flores.
Al notar que se estaba recuperando, Luciano hizo un viaje limitado hacia Capri.  A mediados de abril, una mañana él al despertar vio a Igea llorando: ella había descubierto más bultos en su seno derecho .

"Uno de nuestros perritos se llamaba Bambi. A Igea le encantaba esa película de Walt Disney sobre Bambi, así que le puso ese nombre al perro. Nunca lo perdió de vista; Bambi incluso dormía en nuestra cama sin importar dónde estuviéramos. Bueno, Igea empezó a abrazar a ese perro y a llorar. Por supuesto, me di cuenta de por qué estaba tan molesta. Era el miedo a otra operación y a que le quitaran también el pecho derecho. La rodeé con mis brazos y le dije que lo único que importaba era que estuviera bien, eso era todo lo que me importaba".
Lucky Luciano

Regresaron inmediatamente a Nápoles, y la sometieron a la operación nuevamente, extirpando el seno derecho. Tristemente ya era tarde.  Luciano recordaría lo que él doctor le dijo: "Le dije: '¿Intentas decirme que Igea va a morir?'. Me dijo: 'Sí, Charlie, no hay nada más que podamos hacer. Hay cobalto, pero no creo que tenga mucho efecto. La enfermedad se está extendiendo todo el tiempo.' Le pregunté cuánto tiempo tenía y me dijo que no lo sabía; podría morir en un par de semanas o tal vez podría durar unos meses, pero no más de eso." . 
Después de la operación, la llevaron al departamento. El doctor Matteoli, la visitaba todos los días y pasaba tiempo con ella, y evitaba que no sintiera dolor a través de morfina. "[...] como si fuera parte de su propia familia y no un paciente más."  , diría Luciano. Llegó un momento en que la morfina ya no hacía efecto.. 
Amigos, en especial de Lucky Luciano, iban a su departamento a rezar junto con el Padre Scarpato. "Todos amaban a Igea" , dijo Luciano. Según, el mafioso sufrió mucho la agonía de Igea: 

"Pensé que Johnny Cockeye se volvería loco; cada vez que me veía, me miraba profundamente a la cara y luego salía corriendo. Después me dijo que no podía soportar mirarme a los ojos, que siempre estaban llenos de lágrimas."
Lucky Luciano

"Cuando Igea y yo pudimos hablar, lo que me entristeció fue que lo único en lo que quería pensar era en cómo me iba a comportar después de su muerte. Era como un cuchillo en mí y le decía que no se preocupara por eso. Le ordené que no muriera; le ordené que se mejorara. Pero ella era demasiado lista para comprar esa basura".
Lucky Luciano

Igea en los momentos que podía hablar, cuando los dolores no eran tan fuertes, le decía a Luciano que no se quedara allí, y que saliera como siempre, y así lo hacía en períodos cortos de tiempo. 
Igea tenía planes, describió Lucanía: "A mediados del verano, dijo que quería ver a Giovanni Passeggio la próxima vez que viniera a Nápoles. Lo traje una semana después. ¿Qué crees que le dijo? Quería que arreglara con la policía para que yo pudiera ir a vivir con sus padres en Milán después de que ella muriera. Le dijo que arreglaría todo lo que ella quisiera si prometía no tener esos pensamientos. Y yo le dije que había estado conmigo, como una esposa, durante diez años y que no podía pensar en ir a ninguna parte sin ella. Al final, me dijo que quería ser enterrada en el Cimiterio di Musocco de Milán, en la parcela familiar. Le hice esa promesa"..
En septiembre de 1958, Igea Lissoni entró en coma. A último momento, Luciano llamó a su padre, Giovanni Lissoni, quien viajó a Nápoles. "En esos últimos días, Luciano rara vez dejaba la cama de Igea, sentado a su lado, observándola atentamente durante horas. No comía nada y las líneas de su cara se grababan más profundamente"  .

### Muerte
Murió el 27 de septiembre de 1958 en Nápoles, Italia. Esa misma mañana, una hora antes de morir, Igea despertó brevemente y pudo reconocer a su padre y a Luciano. Movió ligeramente, su mano hacia su padre. Intentó formar algunas palabras, y dijo: "Caro Mío".
Su cuerpo fue trasladado a Milán. Su funeral fue el 1 de octubre de 1958 en Milán. El obituario impreso, en el Corriere della sera, decía:

"Solazada por el consuelo religioso, después de una dura enfermedad, su alma entregada a Dios, IGEA LISSONI, 37. Aconsejando las tristes noticias están su padre, su adorado Charlie, su hermana Daria con su marido, su sobrina Danila, sus tíos, tías, primos y todos los parientes. El funeral se llevará a cabo el día miércoles 1 de octubre, a las 14 horas, saliendo de la casa de Via Rosalino Pilo, 14. Se agradece de antemano a todos los que asistirán a la ceremonia. Milán, 27 de septiembre de 1958.
Participando en este aviso: Los tíos y tías de Maná, la familia Carrera

El día fue lluvioso, y el coche fúnebre fue tirado por ocho caballos emplumados..  Se dijo, que Luciano lloró en el funeral

El cuerpo de Igea, con un anillo de bodas de oro en su dedo, descansaba en su ataúd sobre un enorme lecho de rosas, su flor favorita. En su pecho había una faja de seda bordada con el nombre "Charlie".

Su cuerpo yace en el Cimitero Maggiore di Milano (también llamado Cimiterio di Musocco), en Milán.
Charles Luciano, una vez de regreso a Nápoles les dio todas las pertenencias (ropa y posesiones personales) de Igea, a su hermana Daria Lissoni.
Luciano recordaría la pérdida: "Todos los que conocí vienen a tratar de sacarme de la casa. Chinky Vital estaba de vuelta en Taormina por entonces y quería venir y quedarse conmigo por un tiempo, y todos los chicos trataron de hacerme entender que la vida era para vivir, como ellos dicen. Estaba tan condenadamente solo que nada parecía importar, e incluso mis amigos, muy buenos amigos, no podían ayudarme. Era mi interior el que estaba vacío.".  Pasando por el duelo, vistió corbata negra, y la cinta negra en su solapa, siendo muy poco comunicativo. Once semanas después de la muerte de Igea, el 13 de diciembre, se vio obligado a incorporarse nuevamente a su vida..
A pesar del supuesto sentimiento que decía sentir por Igea, Lucky Luciano, tristemente, la reemplazó por una mujer treinta y nueve años más joven, Adriana Rizzo  (Nápoles, 29/01/1936 - ? [cita requerida]), la cual conoció en enero de 1959, a cuatro meses después de su muerte.. Pero Luciano dijo: "Ella sabía lo que yo sentía por Igea, pero parecía agradable y sincera y nos sentíamos cómodos juntos, así que todo salió bien. [...] Y Adriana se llevaba bien con Lydia, así que todo se asentó en la paz" .

## Personalidad
Por Lucky Luciano, según el libro semiautobiográfico  The Last Testament of Lucky Luciano, de Martin Gosch y Richard Hammer:

"En otra ocasión, subí a ver las carreras en Longchamps, a las afueras de París. Fui solo y nadie me molestó y volví en un par de días. Nunca había estado en París y aunque sólo estuve unas 48 horas, tardé dos meses en contarle a Igea todos los detalles. La primera pregunta que me hizo cuando llegué a casa fue si fui al ballet. Estallé de risa y ella empezó a llorar y no me habló en todo el día".
Lucky Luciano

[...]

"Al día siguiente, seguía lloviendo fuerte, así que decidí dejar el coche en Milán para que alguien condujera por nosotros cuando las carreteras estuvieran despejadas, y tomar el tren. Cuando llegamos a la estación, había un millón de policías esperándonos. Tan pronto como nuestro taxi se detuvo, me rodearon como si fuera John Dillinger. Una docena de ellos los hombres de civil subieron al tren con nosotros y viajaron todo el camino de vuelta a Nápoles. No sé qué pensaron que iba a hacer mientras los dos estábamos encerrados en ese pequeño compartimento. Cuando llegamos a la terminal de Roma, la policía ni siquiera nos dejó bajar del tren para estirar las piernas. Si no hubiera sido tan incómodo, habría sido divertido. Pero todo estaba podrido para Igea. Nunca dijo una palabra; durante todo el camino de vuelta, no dejaba de sonreír y de vez en cuando, me daba una palmadita en el brazo y decía: 'No pienses en ello, no es importante'."
Lucky Luciano

[...]

"Estas cosas le estaban haciendo cosas terribles a Igea. Después de que registraran nuestra casa, me senté con ella y le dije que este tipo de vida no era para ella. Tenía derecho a la paz y a una forma de vida decente y nunca podría tenerla conmigo. Le rogué que volviera a Milán; le dije que nunca tendría que preocuparse por el dinero por el resto de su vida. Fue como hablarle a la pared; ella corrió hacia mí y me abrazó tan fuerte que finalmente dejé de hablar.
Lucky Luciano

#### Personas que hablaron de ella
Un conocido, Giuseppe Dossi, jefe de la filial romana de Interpol, le dijo a Luciano (según él mismo): 

" 'Luciano, tiene que haber algo bueno en ti, porque esa chica es una de las mejores mujeres que he conocido. Si me entero de que alguna vez le haces algo desagradable, me encargaré personalmente de que pases el resto de tu vida en la prisión de Regina Coeli."
 Lucky Luciano

"Pero la Signora [Igea] se preocupaba por él [Lucky Luciano] todo el tiempo."
Frenado Alotti

## Cultura popular

#### Cine
- Lucky Luciano (pelicula), dirigida por Francesco Rosi en 1973. Igea Lissoni es interpretada por Karin Petersen.[88]

#### Series
- The Making of the Mob: New York, dirigida por John Ealer. Miniserie. Primera Temporada (2015). AMC. Igea Lissoni es interpretada por Raffaela Perra.[89]

#### Libros
- The Last Testament of Lucky Luciano, Martin A. Gosch y Richard Hammer (1975). Libro semiautobiográfico, basado en toda la vida de Luciano tal como lo dictó él mismo. Lissoni, Igea: desde la página 335 hasta 412 - 418.[90][91][92]

- New York City Gangland (Images of America), Arthur Nash (2010).[93]

- Boardwalk Gangster. The Real Lucky Luciano, Tim Newark (2011). Igea Lissoni: Capítulo 17.[94][95]

#### Documental
- Biography, Lucky Luciano, Chairman of the Mob (1996) (USA), conducido por Jack Perkins. Emitido por A&E[96]